# Hans-Jörg Stiehler
Hans-Jörg Stiehler (* 10. Mai 1951 in Pirna) ist ein deutscher Autor und seit 1993 Professor für empirische Kommunikations- und Medienforschung an der Universität Leipzig.

## Leben
Hans-Jörg Stiehler wurde am 10. Mai 1951 in Pirna geboren und verbrachte seine Kindheit in Liebstadt. Sein Vater war Journalist. Stiehler machte sein  Abitur in Leipzig und studierte Sozialpsychologie in Jena. 1975 bis 1990 war er wissenschaftlicher Mitarbeiter am Zentralinstitut für Jugendforschung in Leipzig (ZIJ) im Bereich Kultur- und Medienforschung. Er promovierte 1984 über  Zusammenhänge zwischen Kommunikation und Persönlichkeitsentwicklung, dargestellt an Wechselbeziehungen zwischen Massenkommunikation und interpersonaler Kommunikation. an der Karl-Marx-Universität in Leipzig und 1990 an der Pädagogischen Hochschule Leipzig. Seit 1993 ist er Professor für empirische Kommunikations- und Medienforschung an der Universität Leipzig. Er ist verheiratet und hat vier Töchter.

## Veröffentlichungen
- mit Bernd Schorb: Idealisten oder Realisten? Die deutschen Kinder- und JugendfernsehmacherInnen und ihre Subjektiven Medientheorien. München KoPäd 1999
- Leben ohne Westfernsehen. Studien zur Medienwirkung und Mediennutzung in der Region Dresden in den 80er Jahren. Leipziger Universitätsverlag 2001
- mit Werner Früh: Fernsehen in Ostdeutschland. Eine Untersuchung zum Zusammenhang zwischen Programmangebot und Rezeption. Berlin Vistas 2002

## Weblink
- Universität Leipzig. Institut für Kommunikations- und Medienwissenschaft

| Personendaten    | Personendaten                                |
| ---------------- | -------------------------------------------- |
| NAME             | Stiehler, Hans-Jörg                          |
| KURZBESCHREIBUNG | deutscher Sozialpädagoge und Hochschullehrer |
| GEBURTSDATUM     | 10. Mai 1951                                 |
| GEBURTSORT       | Pirna                                        |